# Албрехт III фон Хелфта-Хакеборн
Албрехт III 'Стари' фон Хелфта-Хакеборн 'Стари' (на немски: Albrecht III, Herr zu Helfta-Hakeborn; * пр. 1253; † сл. 1304/† 20 април 1305) е благородник, господар на Хелфта (днес част от Айзлебен) и Хакеборн при Ашерслебен в Саксония-Анхалт.
Той е син на Албрехт II фон Хакеборн († 1252/ сл. 1255). Внук е на Албрехт I фон Хакеборн († сл. 1215/сл. 1231), господар на Випра, и съпругата му Гертруд вероятно фон Цигенхайн († сл. 1207), дъщеря на граф Гозмар IV фон Райхенбах-Цигенхайн, домфогт на Фулда († сл. 1193). Брат е на Лудвиг фон Хакеборн († 1298),
Гертруд фон Хакеборн († сл. 1291/1292), абатиса на манастир Хелфта (1251 – 1292), светицата Мехтилд фон Хакеборн († 1298), монахиня в манастир Хелфта, и на друга сестра, омъжена за Хойер II фон Фридебург († сл. 1269/пр. 1277). Двамата братя правят големи дарения от имоти на манастир Хелфта до Айзлебен.
Резиденцията замък Хакеборн при Ашерслебен. От 1175 г. фамилията притежава замък Випра при Зангерхаузен. Господарите фон Хакеборн продават замък Випра през 1328 г. на архиепископство Магдебург.

## Фамилия
Албрехт III 'Стари' фон Хелфта-Хакеборн се жени за Агнес фон Регенщайн († сл. 1274), дъщеря на граф Улрих I фон Регенщайн († 1265/1267) и графиня Лукард фон Грибен († 1273/1280). Те имат децата:
- Албрехт IV фон Хакеборн 'Млади', господар на Хелфта († между 19 юни и 19 ноември 1332), женен пр. 21 март 1320 г. за София фон Лайзниг († сл. 27 декември 1323), дъщеря на бургграф Алберо III фон Лайзниг († 1309) и бургграфиня Агнес фон Майсен († сл. 1317)
- Мехтилд фон Хакеборн († 19 ноември 1299)
- Елизабет фон Хакеборн, омъжена за Хайнрих фон Франкенщайн († сл. 1315)